# ケンジ・カブレラ
ケンジ・ジョバンニ・カブレラ・ナカムラ（Kenji Giovanni Cabrera Nakamura、2003年1月27日 - ）は日本・滋賀県出身のサッカー選手。MLS・バンクーバー・ホワイトキャップスFC所属。ポジションはミッドフィールダー。父がペルー人で母が日本人のハーフ。

## 経歴

### クラブ
Template:エステーラ・グランデでユースキャリアを開始、アリアンサ・リマのユースを経て2021年にFBCメルガルと契約。すぐトップチームに昇格し同年にデビューを果たした。
2025年7月22日、MLSのバンクーバー・ホワイトキャップスFCへ完全移籍で加入することで合意した。2028年までのU-22イニシアティブ契約を締結し、さらに1年延長オプションが付帯する。

### 代表
2022年、ペルーU-20代表に初招集された。
2023年5月、ペルー代表の代表候補メンバーに選出された。